# Soběšín
Soběšín är en ort i Tjeckien.   Den ligger i regionen Mellersta Böhmen, i den centrala delen av landet, 50 km sydost om huvudstaden Prag. Soběšín ligger 314 meter över havet och antalet invånare är 187.
Terrängen runt Soběšín är huvudsakligen platt. Soběšín ligger nere i en dal. Runt Soběšín är det ganska tätbefolkat, med 58 invånare per kvadratkilometer. Närmaste större samhälle är Benešov, 19,3 km väster om Soběšín. Omgivningarna runt Soběšín är en mosaik av jordbruksmark och naturlig växtlighet.